# ドロシー・ハイマン
ドロシー・ハイマン (Dorothy Hyman、1941年5月9日 - )は、イギリスの陸上競技選手。短距離種目の選手として1960年ローマオリンピックでは、100mで銀メダル、200mで銅メダルを獲得した選手である。

## 経歴
ハイマンは1960年ローマオリンピックに出場。100mでは、アメリカのウィルマ・ルドルフに次ぎ銀メダルを獲得。さらに、200mでも、ルドルフ、ドイツのユッタ・ハイネに次いでこの大会2個目のメダル、銅メダルを獲得した。
1962年のヨーロッパ選手権では100mで金、200mで銀メダルを獲得。さらに同年のヨーロッパ選手権では100m、200mの2冠を達成した。
ハイマンは1964年東京オリンピックには4×100mリレーの選手として出場、イギリスの銅メダル獲得に貢献した。

## 主な実績
| 年   | 大会                   | 場所                         | 種目         | 結果 | 記録    |
| ---- | ---------------------- | ---------------------------- | ------------ | ---- | ------- |
| 1958 | ヨーロッパ陸上選手権   | ストックホルム(スウェーデン) | 4×100mリレー | 2位  | 46.0秒  |
| 1960 | オリンピック           | ローマ(イタリア)             | 100m         | 2位  | 11.3秒  |
| 1960 | オリンピック           | ローマ(イタリア)             | 200m         | 3位  | 24.7秒  |
| 1962 | コモンウェルスゲームズ | パース(オーストラリア)       | 100yd        | 1位  | 11.2秒  |
| 1962 | コモンウェルスゲームズ | パース(オーストラリア)       | 220yd        | 1位  | 24.00秒 |
| 1962 | ヨーロッパ陸上選手権   | ベオグラード(ユーゴスラビア) | 100m         | 1位  | 11.3秒  |
| 1962 | ヨーロッパ陸上選手権   | ベオグラード(ユーゴスラビア) | 200m         | 2位  | 23.7秒  |
| 1962 | ヨーロッパ陸上選手権   | ベオグラード(ユーゴスラビア) | 4×100mリレー | 3位  | 44.9秒  |
| 1964 | オリンピック           | 東京(日本)                   | 4×100mリレー | 3位  | 44.0秒  |